# James Austin
James Austin (nascido em 5 de abril de 1983) é um judoca inglês. Disputou a categoria dos 100 kg do judô nos Jogos Olímpicos de Verão de 2012. Venceu a Copa do Mundo (2012) em Minsk, a Copa Europeia (2013) e o Aberto da Escócia (2014), além do terceiro lugar no Aberto Pan-Americano (2013).